# Wilhelm Stichweh
Wilhelm Stichweh (* 11. Mai 1899 in Hannover; † 11. August 1979 ebenda) war ein deutscher Kaufmann und – ähnlich wie etwa Hermann Bahlsen, Fritz Beindorff und Bernhard Sprengel – einer der großen Mäzene der Kunst in der niedersächsischen Landeshauptstadt.

## Leben
Wilhelm Stichweh wurde in der Gründerzeit des Deutschen Kaiserreichs 1899 in Hannover geboren. Er war der Sohn des Unternehmers Wilhelm Stichweh senior und ein Enkel des Stichweh-Firmengründers Friedrich August Stichweh. Nach seinem Schulabschluss am Realgymnasium studierte der „[...] Preuße“ Rechts- und Wirtschaftswissenschaften, war vom 13. Mai bis zum 12. August 1919 kurzzeitig in Rostock an der dortigen Universität für Jura eingeschrieben und promovierte zur Dr. rer. pol. in Göttingen an der Georg-August-Universität 1923 mit seiner Dissertation Zur Geschichte des Färberhandwerks in Niedersachsen.

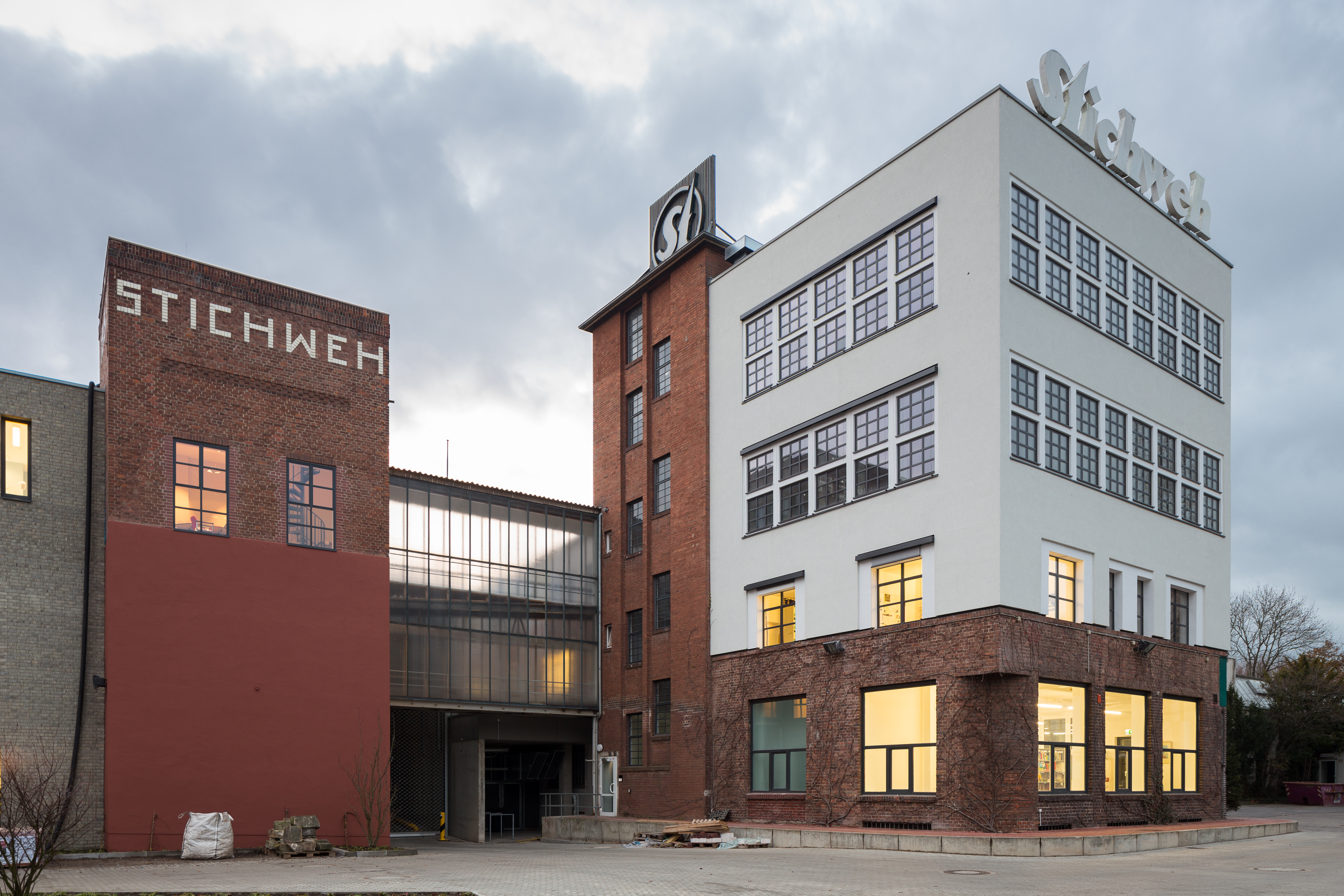
Nach Bauhaus-Prinzipien gestaltete Fabrikgebäude an der Färberstraße in Limmer, hier die zur Fösse ausgerichteten Seiten

Nach dem Tod seines Vaters 1923 musste Wilhelm Stichweh das in Hannover-Limmer gelegene Familienunternehmen übernehmen und führte die „[...] älteste und leistungsfähigste Färberei und Chemische Waschanstalt Hannovers“ erfolgreich aus der Nachkriegs- und der Zeit der Deutschen Hyperinflation hinaus. Unter Wilhelm Stichweh wurde das noch heute prägende Markenzeichen sowie die in Form und Farbe einheitlich gestaltete Ladenkette eingeführt, so dass das Unternehmen zum 75-jährigen Gründungsjubiläum im Jahr 1928 schon 300 Arbeitnehmer beschäftigen und dreimal so viel Umsatz wie gegenüber dem Jahr 1913 generieren konnte. Ebenfalls 1928 verfasste Stichweh in Linden die bei König & Ebhardt gedruckte 35-seitige Jubiläumsschrift Stichweh reinigt, färbt seit 75 Jahren. 1853-1928.
Ebenfalls bereits während der Weimarer Republik gewann Wilhelm Stichweh, der sich schon in seiner Jugend für Kunst und begeisterte, namhafte Architekten für notwendige Gebäude, wie etwa Walther Wickop und Peter Hübotter.
In den 1930er Jahren begann Stichweh mit der Förderung der Kestnergesellschaft, in der er ab 1934 im Beirat saß.
Nach der Zeit des Nationalsozialismus und den Luftangriffen auf Hannover im Zweiten Weltkrieg, durch den das Unternehmen schwer beschädigt wurde, baute Wilhelm Stichweh die Firma leistungsfähig wieder auf. Zudem erschloss er mit der Einführung der „einfach“-Reinigung neue Kundenkreise und vergrößerte zugleich das Filialnetz.
Zuvor war Wilhelm Stichweh noch während der Britischen Militärregierung Mitglied des nach britischem Vorbild am 12. Dezember 1945 gegründeten Club zu Hannover geworden. Unter dem Vorsitz von Ludwig Vierthaler traf „Mann“ sich zum Austausch mit anderen Clubmitgliedern wie beispielsweise Georg Beltermann, Gustav Bratke, Ludwig Ey, Carlo Nagel, dem Generalvikar Wilhelm Offenstein, Bernhard Sprengel, Karl Wiechert und anderen.
Nach 1945 gehörte Stichweh zu den Wiederbegründern der Kestnergesellschaft, übernahm Aufgaben im Vorstand der Kunstvereinigung und initiierte – gemeinsam mit Bernhard Sprengel – den Wiederaufbau sowohl des Hauses als auch des Ausstellungsbetriebes.
Parallel zur Fortschreibung der Unternehmensgeschichte hatte Stichweh zudem mehrere Ehrenämter in verschiedenen Fachverbänden übernommen. So saß er bereits seit 1953 im Ältestenrat der Industrie- und Handelskammer Hannover.

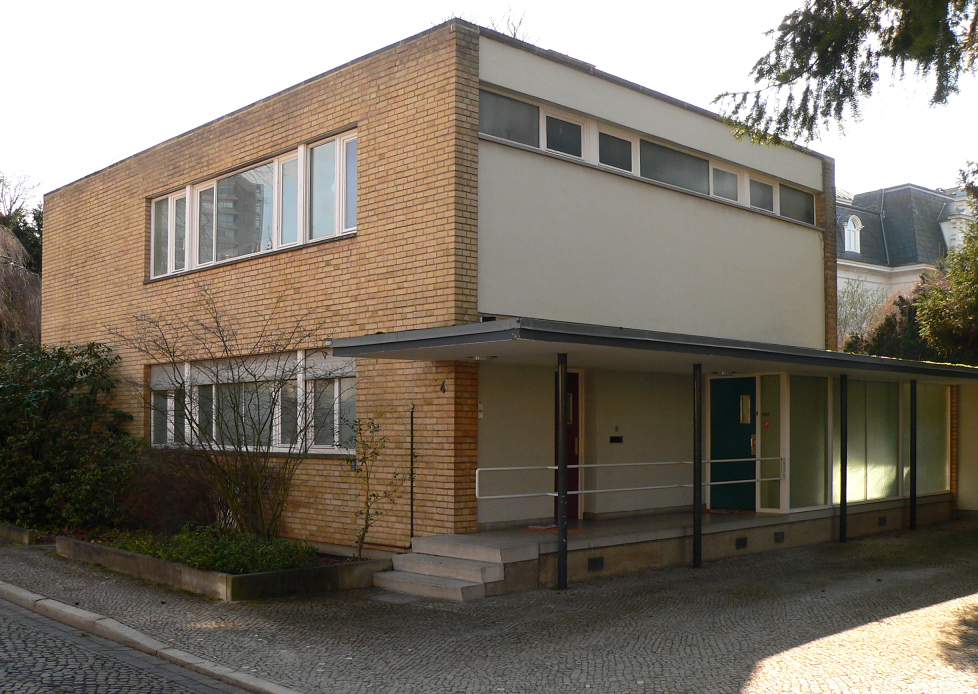
Das Stichweh-Wohnhaus, 1952/53 von Walter Gropius für Wilhelm Stichweh errichtet, heute Sitz des BDA

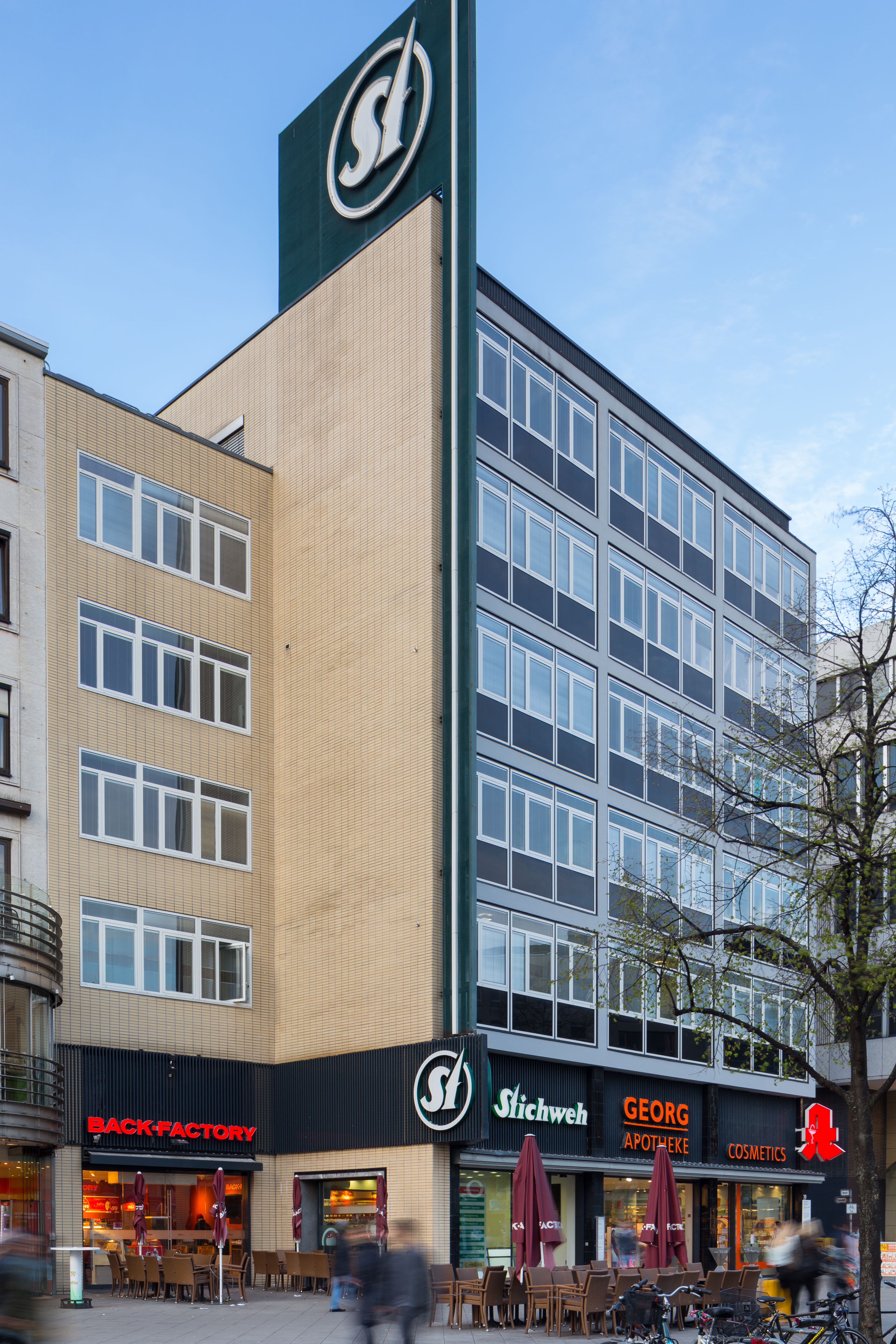
Das im Auftrag von Wilhelm Stichweh bis 1954 von Ernst Zinsser an der Georgstraße errichtete Geschäfts- und Bürohaus Stichweh

Ebenfalls Anfang der 1950er Jahre ließ sich Stichweh von Walter Gropius das 1952 bis 1953 erbaute Stichweh-Wohnhaus errichten, das später zum Sitz des Bundes Deutscher Architekten (BDA) werden sollte. 1954 konnte das von dem Architekten Ernst Zinsser geplante Geschäfts- und Bürohaus Stichweh in der Georgstraße eingeweiht werden.
Ab 1956 übernahm Stichweh die Aufgaben des stellvertretenden Vorsitzenden der Kestner-Gesellschaft, die seine Arbeiten 1966 mit der Verleihung der Kestner-Plakette würdigte und ihn 1973 zum Ehrenvorsitzenden ernannte.
Stichweh starb 1979 in Hannover. Zu seinen Hinterbliebenen zählt beispielsweise sein Sohn Klaus, der 2009 in Frankreich lebte und zu Philosophie und Ästhetik am Centre national de la recherche scientifique in Paris forscht, sowie Hanno Ziehm, der beispielsweise im Jahr 2014 als Geschäftsführer des Stichweh-Leineparks Vermietungen des Neubaus an der Wunstorfer Straße vornahm und ein Ururenkel des Firmengründers ist.

## Grabmal
Das Grabmal für Wilhelm Stichweh findet sich auf dem Stadtfriedhof Engesohde in Hannover, Abteilung 15, Grablege Nummer 54a-f. Dort findet sich auch das Grab des Unternehmensgründers Friedrich August Stichweh (1818–1886).

## Schriften
- Zur Geschichte des Färberhandwerks in Niedersachsen, rechts- und staatswissenschaftliche Dissertation an der Georg-August-Universität Göttingen, [o.O]: 1923
- Stichweh reinigt, färbt seit 75 Jahren. 1853-1928, Hannover-Linden: J. C. König & Eberhardt, 1928